# Francesco Sacrati
Francesco Sacrati (1605-1650) fue un compositor italiano de la época barroca, que desempeñó un papel importante en la historia temprana de la ópera. Escribió fundamentalmente para el Teatro Novissimo de Venecia, aunque sus obras viajaron por toda Italia. Su obra más famosa es La finta pazza («La loca fingida», 1641), que se dice es la primera ópera representada en Francia (en 1645). El manuscrito de este trabajo estuvo perdido mucho tiempo pero fue redescubierto por el musicólogo Lorenzo Bianconi en 1984. Parte de su música tiene grandes similitudes con la partitura de L'incoronazione di Poppea de Monteverdi, lo que llevó a algunos estudiosos a especular con que Sacrati habría tomado parte en la composición de la versión superviviente de esa ópera.